# Гнездниково
Гнездниково — село в Солигаличском муниципальном округе Костромской области. Входит в состав Солигаличского сельского поселения

## География
Находится в северо-западной части Костромской области у южной границы города Солигалич, административного центра района.

## История
Село известно с 1420 года как деревня, когда она принадлежала боярину Гнездникову. В 1435 году Гнездниково купил Троице-Сергиев монастырь. Позднее Гнездниково стало селом, когда здесь построены были две деревянные церкви — во имя Троицы и во имя Афанасия и Кирилла. В 1872 году здесь было отмечено 25 дворов, в 1907 году—27.

## Население
Постоянное население составляло 119 человек (1872 год), 137 (1897), 125 (1907), 352 в 2002 году (русские 95 %), 376 в 2022.